# Der Spot oder Fast eine Karriere
Der Spot oder Fast eine Karriere ist ein deutscher Fernsehfilm von Rainer Erler aus dem Jahr 1981. Der Film wurde von der Firma Pentagramma im Auftrag des ZDF produziert. Die Erstausstrahlung im Fernsehen war am 30. November 1981.

## Handlung
Die Werbeagentur O.K.A.I. ist in einer schwierigen Lage. Man hat gerade 74 Variationen eines Werbespots für das After-Shave „Ocean“ gedreht, in dem ein leicht bekleidetes Model aus dem Meer auftaucht, doch der Auftraggeber O’Neil kann sich nicht entscheiden. Da überredet ihn Pit Soling, der erst vor zwei Tagen in der Agentur angefangen hat, den Spot Nr. 1 zu akzeptieren, und wird daraufhin als das neue Wunderkind der Werbebranche angesehen. Die Chefsekretärin Lisa hatte ihn in die Firma geholt, um die anderen Manager auszuhebeln. Nun ringt die Agentur um den nächsten großen Auftrag, ein mysteriöses Produkt, ein „Allzweckmittel“ von dem man nur den Namen kennt: „Santorin“. Ohne zu wissen, worum es sich eigentlich handelt, soll die Agentur dafür werben. Pit und Lisa treiben die Manager nach und nach in den Wahnsinn, der erste wird beurlaubt, der zweite erliegt einem Herzinfarkt, der dritte erschießt sich, der vierte springt aus dem Fenster, der fünfte kündigt, und Pit fällt die Karriereleiter nach oben, bis ihm der Inhaber Ingelmann sogar anbietet, die Firma ganz zu übernehmen. Als Pit und Lisa zur Pine Corporation, dem Auftraggeber des „Santorin“-Spots, nach New York fliegen und dort erfahren, dass es das Produkt überhaupt nicht gibt, verfällt auch Pit dem Wahnsinn und macht eben doch nur fast die große Karriere, die Lisa für ihn geplant hatte...

## Hintergrund
Der Film ist eine Satire auf die moderne Werbebranche, die immer mehr davon abrückt, das Publikum über die Produkte zu informieren, und dazu übergeht, für Produkte unabhängig von deren Eigenschaften, Nutzen, Gebrauch oder Aussehen zu werben, oder sogar die Nachfrage erst zu schaffen und dann erst das Produkt zu entwerfen.

## Sonstiges
O’Neil definiert die Werbung so: „Werbung ist die Kunst, auf den Kopf oder das Herz zu zielen, aber immer die Brieftasche zu treffen.“
Der Name der Werbeagentur hat verschiedene Schreibweisen: Über der Eingangstür stehen die Neon-Buchstaben „O.K.A.J.“, was „Osaka Killer und Ingelmann“ bedeutet. Das „A.“ kommt wohl von der englischen Version („and“) und das „J.“ ist möglicherweise ein „I.“ in Schreibschrift. Der Trauerkranz bei einer Beerdigung hat die Aufschrift „Osaka Killer u. Ingelmann“ (mit „u“), bei einer anderen steht das Firmenkürzel „OKAI“ ohne Punkte auf dem Kranz.
Die Agentur ist in München ansässig, die Autos haben M-Kennzeichen, doch wird der Name der Stadt nicht erwähnt.